# John Edward Gray
John Edward Gray, FRS, angleški zoolog, * 12. februar 1800, Walsall, Anglija, Združeno kraljestvo, † 7. marec 1875, London.
Bil je eden najpomembnejših zoologov sredine 19. stoletja. Vso kariero je deloval v Britanskem muzeju, kjer je vzpostavil največjo zoološko zbirko na svetu, kasneje dodeljeno novoustanovljenemu Prirodoslovnemu muzeju. Pomembno je prispeval zlasti h klasifikaciji morskih sesalcev in mehkužcev.

## Življenje in delo
O njegovem življenju je malo zapisov, zato je večina podatkov povzetih iz njegovih avtobiografskih zapiskov. Rodil se je v družini prirodoslovca Samuela Fredericka Graya VI. in njegove žene Elizabeth Forfeit Gray kot drugi od petih otrok. V zgodnji mladosti je bil šibak in bolehen, poleg tega družina ni bila dovolj premožna, da bi se šolala oba najstarejša sinova, zato je za njegovo zgodnjo izobrazbo poskrbela mati, ki ga je naučila brati. Takrat so živeli v bližini londonskega botaničnega vrta, kjer mu je oskrbnik William Salisbury omogočil prost dostop do nasadov in knjižnice. Kmalu je začel predavati botaniko, hkrati pa je pomagal voditi tudi očetovo lekarno, ki je leta 1815 propadla.
Družina se je preselila v Hatton Garden, kjer je Johnov oče predaval kemijo v tamkajšnji šoli anatomije in kirurgije, on pa je imel dostop do vseh predavanj. Leta 1823 je pridobil certifikat Kolidža kirurgov, a je opustil medicino, ki je bila preveč odurna za njegov okus. Leta 1822 je kandidiral za članstvo v Linnejevem društvu v Londonu, kamor pa ni bil sprejet, saj je za knjigo A Natural Arrangement of British plants, ki jo je pripravljal z očetom, uporabil Jussieujev sistem namesto Linnejevega. Tudi zaradi tega se mu je močno poslabšalo zdravje; negovala ga je Maria Emma Gray, vdova njegovega strica, s katero se je leta 1826 poročil. Gray se je takrat preusmeril v zoologijo. Že prej je asistiral Williamu E. Leachu v Britanskem muzeju, a mu ni uspelo prevzeti njegovega položaja asistenta, ko je Leach zbolel. Dve leti je nato asistiral brez plačila Leachovemu nasledniku Johnu G. Childrenu in katalogiziral muzejsko zbirko plazilcev, nakar je končno dobil mezdno plačilo in za enako dnevno postavko delal vse do leta 1837, ko je po izidu kataloga plazilcev dobil uradni položaj asistenta.
Grayev položaj v Britanskem muzeju je ostal težaven zaradi rivalstva z vplivnima Richardom Owenom in Anthonyjem Panizzijem. Kljub temu je leta 1840 nasledil Childrena kot vodja (»keeper«) zoološkega oddelka in plodovito objavljal, žena pa mu je pomagala ilustrirati pole. Do leta 1874, ko se je moral zaradi slabega zdravja upokojiti, je napisal več kot 1000 objav, od tega skoraj polovico od 200 katalogov, ki jih je Britanski muzej izdal v tem času. Ženino premoženje mu je poleg tega omogočilo obiskovati prirodoslovne muzeje na celini in vzpostaviti bogato korespondenco s kustosi, prek katerih je pridobival primerke in sčasoma zgradil najpomembnejšo zoološko zbirko na svetu. Velik pomen pri tem imajo muzejski katalogi, Gray zdaj velja za pionirja koncepta muzejskih katalogov za urejanje prirodoslovnih zbirk. Z objavami je pomembno prispeval h klasificikaciji živali, predvsem morskih sesalcev in mehkužcev, pri tem pa je bil pogosto površen in zaletav, zato je v taksonomiji na teh področjih še vedno nekaj zmede. Kljub temu je denimo avtor večine imen družin kitov, ki ostajajo veljavna še danes.
Kot vsestranski viktorijanski intelektualec je bil aktiven tudi na drugih področjih, kot so družbene reforme (posebej sistem zaporov), bil pa je tudi eden prvih filatelistov. V začetku 1860. let so ga pričele pestiti težave z vidom, kmalu po tistem pa je doživel še vrsto kapi. Po resnejši kapi leta 1869 je bil paraliziran na desni strani, zato se je naučil pisati z levo roko. Kljub vsemu je ostal umsko bister skoraj do smrti spomladi leta 1875.

## Priznanja
Leta 1832 je bil izvoljen za člana Kraljeve družbe iz Londona, imel je tudi nekaj častnih položajev v drugih združenjih učenjakov, s priznanji pa je bil zaradi rivalov v domovini pretežno prezrt. Bolj je bil cenjen na celini, kjer mu je Univerza v Münchnu podelila častni doktorat. Zavrnil je imenovanje za viteza kralja Würtemberga, ki mu je nato podelil veliko zlato medaljo za zasluge, odlikovala pa ga je tudi Kraljeva švedska akademija znanosti.